# Лапина, Ольга Васильевна
Ольга Васильевна Лапина (род. 7 января 1977, Саратов) — российская легкоатлетка.

## Карьера
В школе играла в шахматы (3 разряд), активно занималась коньками.
В 1986 году по приглашению Алексея Кононова перешла в биатлон.
В в 14 лет вместе с тренером переходит в сверхмарафон. Уже в 1995 году выполняет норматив мастера-международника.
В 1997 году стала чемпионкой Европы по бегу на 100 км.
В 1999 году Ольга выпускается из Кисловодского УОР и поступает на работу в Кисловодский институт экономики и права. Сначала учителем физкультуры, а затем становится телеведущей в программах Алексея Кононова, выходивших из Пятигорской студии ГТРК на канале 14-24 — «Человек на своем месте».